# Президентський палац
Президентський палац — офіційна резиденція президента в деяких країнах. Проте деякі країни не називають офіційну резиденцію очільника держави палацом або використовують будівлю лише як робоче місце, окреме від фактичної оселі президента. Колись деякі президентські палаци були офіційними резиденціями монархів у колишніх монархіях, які були збережені під час переходу цих держав у республіки. Деякі інші президентські палаци колись були офіційними резиденціями віце-королів у колишніх колоніях, які були збережені під час їх переходу до незалежних держав. Раштрапаті-Бхаван в Індії — найбільший у світі президентський палац.

## Список

### Африка
| Держава              | Будівля | Примітки                    | Фото |
| -------------------- | --- | --------------------------- | ---- |
| Алжир                | Ель-Мурадія, Алжир                                                                                                   |                             |      |
| Ангола               | Президентський палац, Луанда                                                                                         | [ 2 ]                       |      |
| Бенін                | Морський палац, Котону                                                                                               | [ 3 ]                       |      |
| Ботсвана             | Президентський палац, Габороне                                                                                       | [ 4 ]                       |      |
| Кабо-Верде           | Президентський палац, Прая                                                                                           |                             |      |
| Камерун              | Палац Єдності, Яунде                                                                                                 |                             |      |
| Республіка Конго     | Народний палац, Браззавіль                                                                                           | [ 5 ]                       |      |
| ДР Конго             | Палац нації, Кіншаса                                                                                                 | [ 6 ]                       |      |
| Кот-д'Івуар          | Президентський палац, Абіджан                                                                                        |                             |      |
| Кот-д'Івуар          | Президентський палац, Ямусукро                                                                                       |                             |      |
| Джибуті              | Президентський палац, Джибуті                                                                                        | [ 7 ]                       |      |
| Єгипет               | Палац Абдін, Каїр Палац Геліополіс, Каїр Палац Куббе, Каїр Палац Монтаза, Александрія Палац Рас Аль-Тін, Александрія |                             |      |
| Екваторіальна Гвінея | Урядова будівля, Малабо                                                                                              |                             |      |
| Еритрея              | Президентський палац, Асмера                                                                                         |                             |      |
| Ефіопія              | Національний палац                                                                                                   |                             |      |
| Габон                | Президентський палац, Лібревіль                                                                                      | [ 8 ]                       |      |
| Гамбія               | Державний будинок (Гамбія), Банжул                                                                                   |                             |      |
| Гана                 | Ювілейний дім, Аккра                                                                                                 |                             |      |
| Гвінея               | Президентський палац, Конакрі                                                                                        |                             |      |
| Гвінея-Бісау         | Президентський палац, Бісау                                                                                          | [ 9 ]                       |      |
| Кенія                | Державний будинок, Найробі                                                                                           |                             |      |
| Ліберія              | Виконавчий палац, Монровія                                                                                           | [ 10 ]                      |      |
| Мадагаскар           | Палац Яволога, Антананаріву                                                                                          |                             |      |
| Мадагаскар           | Палац Амбогіцорогітра, Антананаріву                                                                                  | Резиденція для урочистостей |      |
| Малаві               | Палац Камузу, Лілонгве                                                                                               |                             |      |
| Малі                 | Президентський палац, Бамако                                                                                         | [ 11 ]                      |      |
| Мавританія           | Президентський палац, Нуакшот                                                                                        |                             |      |
| Маврикій             | Державний будинок, Порт-Луї                                                                                          |                             |      |
| Мозамбік             | Палац Понта-Вермелья, Мапуту                                                                                         |                             |      |
| Намібія              | Державний будинок, Віндгук                                                                                           |                             |      |
| Нігерія              | Президентський палац, Абуджа                                                                                         |                             |      |
| Руанда               | Палац Уругвіро, Кігалі                                                                                               |                             |      |
| Сан-Томе і Принсіпі  | Президентський палац, Сан-Томе                                                                                       | [ 12 ]                      |      |
| Сенегал              | Президентський палац, Дакар                                                                                          | [ 13 ]                      |      |
| Сейшельські Острови  | Державний будинок, Вікторія                                                                                          |                             |      |
| Сьєрра-Леоне         | Державний будинок, Фрітаун                                                                                           |                             |      |
| Сомалі               | Президентський палац, Могадішо                                                                                       |                             |      |
| ПАР                  | Махламба-Ндлопфу, Преторія                                                                                           |                             |      |
| Південний Судан      | Президентський палац, Джуба                                                                                          | [ 14 ]                      |      |
| Судан                | Президентський палац, Хартум                                                                                         |                             |      |
| Танзанія             | Ікулу, Дар-ес-Салам                                                                                                  |                             |      |
| Того                 | Урядовий палац, Ломе                                                                                                 |                             |      |
| Туніс                | Палац Карфаген, Туніс                                                                                                |                             |      |
| Уганда               | Державний будинок, Кампала                                                                                           |                             |      |
| Уганда               | Державний будинок, Ентеббе                                                                                           | [ 15 ]                      |      |
| Замбія               | Державний будинок, Лусака                                                                                            | [ 16 ]                      |      |
| Зімбабве             | Президентський палац, Хараре                                                                                         |                             |      |

### Америка
| Держава                  | Будівля                                   | Примітки                   | Фото |
| ------------------------ | ----------------------------------------- | -------------------------- | ---- |
| Аргентина                | Каса-Росада, Буенос-Айрес                 | Урядовий палац             |      |
| Аргентина                | Кінта-де-Олівос, Буенос-Айрес (провінція) | Офіційна резиденція        |      |
| Болівія                  | Великий народний палац, Ла-Пас            |                            |      |
| Бразилія                 | Палац Алворада, Бразиліа                  | Офіційна резиденція        |      |
| Бразилія                 | Палац Планалту, Бразиліа                  | Офіційна робоча резиденція |      |
| Чилі                     | Ла-Монеда, Сантьяго-де-Чилі               | Офіційна резиденція        |      |
| Чилі                     | Серро-Кастільо, Вінья-дель-Мар            | Літня резиденція           |      |
| Колумбія                 | Каса-де-Наріньо, Богота                   |                            |      |
| Коста-Рика               | Президентський палац, Сан-Хосе            | [ 17 ]                     |      |
| Куба                     | Президентський палац (колишній), Гавана   | Музей з 1959               |      |
| Куба                     | Палац Революції, Гавана                   |                            |      |
| Домініка                 | Урядовий палац                            |                            |      |
| Домініканська Республіка | Національний палац, Санто-Домінго         |                            |      |
| Еквадор                  | Президентський палац, Кіто                |                            |      |
| Сальвадор                | Президентський палац, Сан-Сальвадор       |                            |      |
| Гватемала                | Національний палац, Гватемала             |                            |      |
| Гаяна                    | Державний будинок, Джорджтаун             |                            |      |
| Гаїті                    | Національний палац, Порт-о-Пренс          |                            |      |
| Гондурас                 | Президентський палац, Тегусігальпа        | [ 18 ]                     |      |
| Мексика                  | Лос-Пінос                                 | Офіційна резиденція        |      |
| Мексика                  | Національний палац                        | Офіційний офіс             |      |
| Нікарагуа                | Президентський палац, Манагуа             | [ 19 ]                     |      |
| Панама                   | Палац Гарсас, Панама                      |                            |      |
| Парагвай                 | Палац Лопес, Асунсьйон                    |                            |      |
| Перу                     | Урядовий палац, Ліма                      |                            |      |
| Суринам                  | Урядова будівля, Парамарибо               |                            |      |
| Тринідад і Тобаго        | Президентський палац, Порт-оф-Спейн       |                            |      |
| США                      | Білий Дім, Вашингтон                      | Офіційна резиденція        |      |
| Уругвай                  | Виконавча вежа Монтевідео                 | Урядова канцелярія         |      |
| Уругвай                  | Резиденція Суарес, Монтевідео             | Офіційна резиденція        |      |
| Венесуела                | Палац Мірафлорес, Каракас                 | Урядова канцелярія         |      |
| Венесуела                | Ла-Касона                                 | Офіційна резиденція        |      |

### Азія
| Держава        | Будівля                                   | Примітки                 | Фото |
| -------------- | ----------------------------------------- | ------------------------ | ---- |
| Афганістан     | Арг, Кабул                                |                          |      |
| Вірменія       | Президентський палац                      |                          |      |
| Азербайджан    | Президентський палац                      |                          |      |
| Бангладеш      | Бангабабан, Дакка                         | Побудовано в 1905        |      |
| КНР            | Чжуннаньхай, Пекін                        | Урядова канцелярія       |      |
| Кіпр           | Президентський палац, Нікосія             |                          |      |
| Східний Тимор  | Президентський палац, Ділі                |                          |      |
| Індія          | Раштрапаті-Бхаван, Нью-Делі               |                          |      |
| Індія          | Раштрапаті-Нілаям Гайдарабад              | Зимова резиденція        |      |
| Індія          | Будинок ретріту, Шимла                    | Літня резиденція         |      |
| Індонезія      | Палац Мердека, Джакарта                   |                          |      |
| Індонезія      | Палац Негара, Джакарта                    |                          |      |
| Індонезія      | Палац Ципанас, Богор                      |                          |      |
| Індонезія      | Палац Богор, Богор                        |                          |      |
| Індонезія      | Гедунг-Агунг, Джок'якарта                 |                          |      |
| Індонезія      | Палац Тампаксірінг, Балі                  |                          |      |
| Іран           | Палац Саадабад, Тегеран                   |                          |      |
| Ірак           | Палац Радванія, Багдад                    |                          |      |
| Ізраїль        | Бейт ха-Нассі, Єрусалим                   |                          |      |
| Казахстан      | Акорда (резиденція), Астана               |                          |      |
| Південна Корея | Синій Дім, Сеул                           |                          |      |
| Північна Корея | Резиденція Рьонсон, Пхеньян               | Чинна резиденція         |      |
| Північна Корея | Кимсусанський меморіальний палац, Пхеньян | Колишня резиденція       |      |
| Киргизстан     | Білий Дім                                 | Колишня резиденція       |      |
| Киргизстан     | Резиденція Ала-Арча, Бішкек               | Чинна резиденція         |      |
| Лаос           | Президентський палац, В'єнтьян            |                          |      |
| Ліван          | Палац Баабда, Бейрут                      |                          |      |
| Мальдіви       | Муліаге, Мале                             | Колишня резиденція       |      |
| Монголія       | Палац уряду (Монголія) Улан-Батор         | Також будівля уряду      |      |
| М'янма         | Президентський палац, Найп'їдо            | Президентська резиденція |      |
| Непал          | Раштрапаті-Бхаван, Катманду               |                          |      |
| Пакистан       | Айван-е-Садр, Ісламабад                   |                          |      |
| Філіппіни      | Палац Малаканьянг, Маніла                 | Президентська резиденція |      |
| Сінгапур       | Істана (Сінгапур), Сінгапур               |                          |      |
| Шрі-Ланка      | Президентський палац                      |                          |      |
| Шрі-Ланка      | Президентський палац                      |                          |      |
| Сирія          | Президентський палац, Дамаск              |                          |      |
| Сирія          | Палац Тішрін, Дамаск                      |                          |      |
| Тайвань        | Президентський палац Тайбей               |                          |      |
| Тайвань        | Президентський палац, Гуанчжоу            |                          |      |
| Тайвань        | Президентський палац, Нанкін              |                          |      |
| Таджикистан    | Палац Нації, Душанбе                      | [ 20 ]                   |      |
| Туреччина      | Президентський палац (Анкара)             |                          |      |
| Туркменістан   | Огузхан, Ашгабат                          |                          |      |
| Узбекистан     | Оксарой, Ташкент                          | Колишня резиденція       |      |
| Узбекистан     | Дурмен                                    | Колишня резиденція       |      |
| Узбекистан     | Палац Куксарой, Ташкент                   | Чинна резиденція         |      |
| ОАЕ            | Каср аль-Ватан Абу-Дабі                   | Урядова будівля          |      |
| В'єтнам        | Президентський палац                      |                          |      |
| Ємен           | Президентський палац                      |                          |      |

### Європа
| Держава              | Будівля                                              | Примітка                                       | Фото |
| -------------------- | ---------------------------------------------------- | ---------------------------------------------- | ---- |
| Албанія              | Президентський палац                                 |                                                |      |
| Австрія              | Гофбург, Відень                                      |                                                |      |
| Білорусь             | Палац Незалежності, Мінськ                           |                                                |      |
| Боснія і Герцеговина | Будівля Президентства Боснії та Герцеговини, Сараєво |                                                |      |
| Болгарія             | Ларго (Софія)                                        |                                                |      |
| Хорватія             | Президентський палац                                 |                                                |      |
| Чехія                | Празький град, Прага                                 |                                                |      |
| Естонія              | Президентський палац, Таллінн                        |                                                |      |
| Фінляндія            | Президентський палац (Гельсінкі)                     |                                                |      |
| Франція              | Єлисейський палац, Париж                             |                                                |      |
| Німеччина            | Палац Бельвю, Берлін                                 | Перша резиденція                               |      |
| Німеччина            | Вілла Гаммершмідта, Бонн                             | Друга резиденція                               |      |
| Грузія               | Президентський палац (Тбілісі)                       |                                                |      |
| Греція               | Президентський палац (Афіни)                         |                                                |      |
| Угорщина             | Палац Шандора, Буда                                  |                                                |      |
| Ісландія             | Бессастадір, Альфтанес                               |                                                |      |
| Ірландія             | Президентський палац, Дублін                         |                                                |      |
| Італія               | Квіринальський палац, Рим                            |                                                |      |
| Латвія               | Ризький замок, Рига                                  |                                                |      |
| Литва                | Президентський палац (Вільнюс)                       |                                                |      |
| Північна Македонія   | Вілла-Водно, Скоп'є                                  |                                                |      |
| Мальта               | Палац Сан-Антон, Аттард                              | Офіційна резиденція                            |      |
| Мальта               | Замок Вердала, Сіґґієві                              | Південна резиденція                            |      |
| Молдова              | Президентський палац, Кишинів                        | [ 23 ]                                         |      |
| Чорногорія           | Блакитний палац, Цетинє                              |                                                |      |
| Польща               | Президентський палац (Варшава)                       |                                                |      |
| Польща               | Бельведер (Варшава)                                  |                                                |      |
| Португалія           | Беленський палац, Лісабон                            |                                                |      |
| Румунія              | Палац Котрочень, Бухарест                            |                                                |      |
| Росія                | Великий Кремлівський палац, Московський кремль       | Церемоніальна резиденція                       |      |
| Росія                | Сенатський палац, Московський кремль                 | Робоча резиденція                              |      |
| Сербія               | Новий палац, Belgrade                                | [ 24 ]                                         |      |
| Словаччина           | Палац Грассалковичів (Братислава)                    |                                                |      |
| Словенія             | Президентський палац, Любляна                        | Також урядовий палац                           |      |
| Швейцарія            | Не є офіційною резиденцією                           | Місце резиденції Федерального палацу Швейцарії |      |
| Туреччина            | Президентський палац (Анкара)                        |                                                |      |
| Україна              | Маріїнський палац, Київ                              |                                                |      |

### Океанія
| Держава | Будівля                 | Примітка | Фото |
| ------- | ----------------------- | -------- | ---- |
| Фіджі   | Урядовий будинок (Сува) | [ 25 ]   |      |